# Liogonyleptoides tetracanthus
Liogonyleptoides tetracanthus is een hooiwagen uit de familie Gonyleptidae.